# Мелеховское
Мелеховское — озеро в России, располагается на территории Кирилловского района Вологодской области.
Площадь водной поверхности озера равняется 0,8 км². Уровень уреза воды находится на высоте 118 м над уровнем моря.
Код объекта в государственном водном реестре — 08010200311110000004158.